# Samson AG
Die Samson AG ist ein im Jahre 1907 von Hermann Sandvoss gegründeter Hersteller von Stellventiltechnik. Samson produziert Ventile, Regler ohne Hilfsenergie, Antriebe, Anbaugeräte, Signalumformer, Regler und Automationssysteme, Sensoren und Thermostate und Digitale Lösungen. Einsatzbereiche sind unter anderem Chemieanlagen, Kraftwerke, Fernwärmeverteilung, Lebensmittelerzeugung und Gebäudeautomation. Das Unternehmen gehört weltweit zu den führenden Anbietern bei Regelarmaturen in der Chemischen Industrie.
Die Samson AG beschäftigt weltweit etwa 4500 Mitarbeiter in circa 60 Tochtergesellschaften mit Vertretungen in 66 Ländern. Stammsitz des Unternehmens ist seit 1916 Frankfurt am Main. Auf dem 150.000 Quadratmeter großen Firmengelände arbeiten circa 2000 Mitarbeiter. Dort wurde im November 2017 ein Forschungs- und Entwicklungsprüfzentrum in Betrieb genommen. Im März 2021 gab der Industriekonzern überraschend bekannt, den Stammsitz des Unternehmens nach mehr als 100 Jahren von Frankfurt in die benachbarte Stadt Offenbach zu verlagern. Der Vorstandsvorsitzende begründete die Entscheidung damit, dass sich die Anforderungen an eine hochmoderne Produktion auf dem aktuell 13 Hektar großen Gelände nicht zukunftsfähig abbilden ließen. Die neuen Produktionsanlagen sollen auf dem ehemaligen Alessa-Gelände in Offenbach entstehen.
Weitere Produktionsstandorte befinden sich in China, Frankreich, Italien, Indien, Russland, Spanien Türkei und der USA.
Im September 2019 wurde ein Joint Venture mit der Firma Krohne Messtechnik umgesetzt: Focus-On; Sitz des Joint Ventures ist Dordrecht in den Niederlanden. Das erste Produkt ist ein Regelventil, das KI nutzt und Sensoren zur Messung von Durchfluss, Druck und Temperatur enthält.

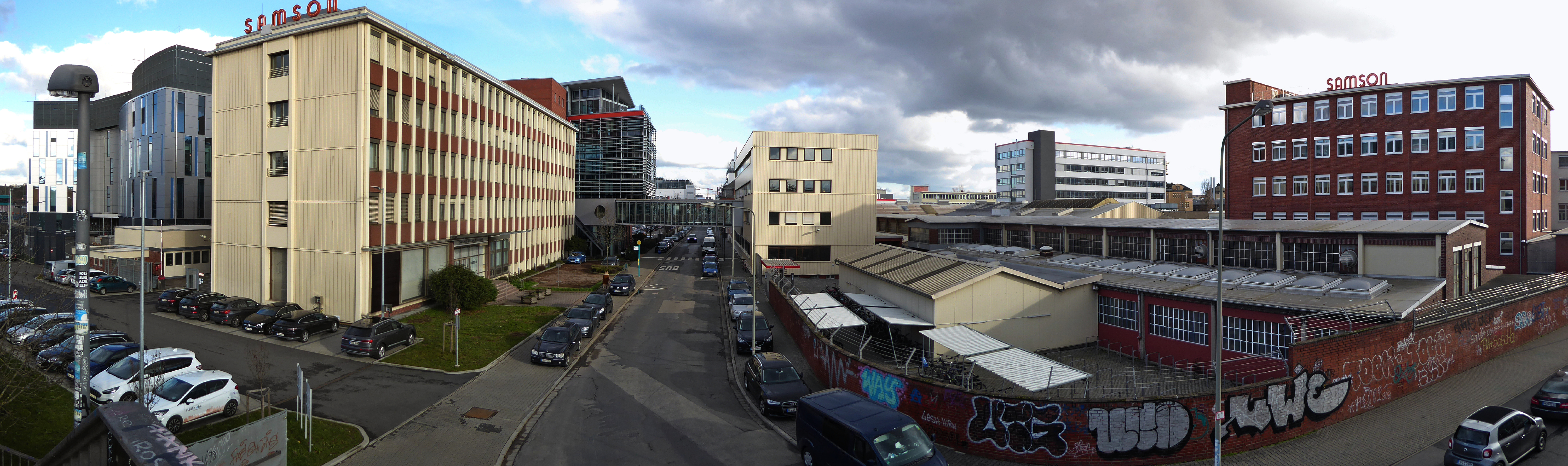
Werk Samson AG in Frankfurt am Main Ostend

## Konzern
Zu Samson gehören neben der Samson AG die folgenden Tochtergesellschaften:
- Air Torque S.p.A.
- Cera System Verschleißschutz GmbH
- KT-Elektronik, Klaucke und Partner GmbH
- Leusch GmbH Industriearmaturen
- Pfeiffer Chemie – Armaturenbau GmbH
- Ringo Válvulas S.L.
- SED Flow Control GmbH
- Starline S.p.A.
- UBIX GmbH[12]
- Vetec Ventiltechnik GmbH[13]
- Focus-On: Joint Venture mit Krohne Messtechnik (50:50)

## Management
Vorstand:
- Andreas Widl (CEO, CMO, Vorstandsvorsitzender)
- Dominic Deller (CFO)
- Marcus Miertz (CSO)
- Norbert Tollas (COO)